# Carácter (película)
Carácter (en neerlandés: Karakter) es una película dirigida por el realizador neerlandés Mike van Diem que obtuvo el Premio Óscar de la Academia de Hollywood a la mejor película de habla no inglesa en 1997.

## Argumento
La trama de la cinta se centra en la vida de un joven "bastardo" (Jacob Katadreuffe), que vive junto a su madre (Joba Katadreuffe) y desconoce la identidad de su padre (Dreverhaven). Durante los altercados del niño en los suburbios, este descubre que su padre es el recaudador de impuestos del pueblo y que éste no quiere reconocer su paternidad. Con el paso de los años la relación entre ambos se torna en enemistad.